# Brembate di Sopra
Brembate di Sopra là một đô thị ở tỉnh Bergamo trong vùng Lombardia của nước Ý, có vị trí cách khoảng 45 km về phía đông bắc của Milano và khoảng 7 km về phía tây bắc của Bergamo. Tại thời điểm ngày 31 tháng 12 năm 2004, đô thị này có dân số 7.190 người và diện tích là 4,3 km².
Brembate di Sopra giáp các đô thị: Almenno San Bartolomeo, Barzana, Mapello, Ponte San Pietro, Valbrembo.